# Władimir Szuralow
Władimir Michajłowicz Szuralow (ros. Влади́мир Миха́йлович Шуралёв, ur. 3 kwietnia 1935 w Kowrowie, zm. 2 marca 2020 w Moskwie) – radziecki generał armii.

## Życiorys
Od 1955 służył w Armii Radzieckiej, ukończył Wojskową Akademię Wojsk Pancernych i Wojskową Akademię Sztabu Generalnego Sił Zbrojnych ZSRR, od 1958 zajmował stanowiska dowódcze i sztabowe. Od 1959 należał do KPZR, w latach 1984–1985 był I zastępcą głównodowodzącego Grupy Wojsk Radzieckich w Niemczech. W latach 1985–1989 dowodził wojskami Białoruskiego Okręgu Wojskowego, w 1989 otrzymał stopień generała armii, między 1989 a 1990 był przedstawicielem głównodowodzącego Zjednoczonymi Siłami Zbrojnymi Państw-Stron Układu Warszawskiego i Niemieckiej Armii Ludowej NRD, w latach 1991–1992 był szefem Wyższych Kursów Oficerskich „Wystrieł” im. Szaposznikowa, następnie zakończył służbę wojskową. Od 6 marca 1986 do 2 lipca 1990 był zastępcą członka KC KPZR.

## Odznaczenia
- Order Honoru
- Order Rewolucji Październikowej
- Order Czerwonej Gwiazdy
- Order „Za służbę Ojczyźnie w Siłach Zbrojnych ZSRR” III klasy

I medale.